# 가잔 천황
가잔 천황(일본어: 花山天皇, 968년 11월 29일 ~ 1008년 3월 17일)은 일본의 65대 천황이다. (재위 984년 11월 5일 ~ 986년 7월 31일) 휘(諱)는 모로사다(師貞)이다. 가잔 천황은 華山天皇으로도 표기되었다.

## 연력
안나 2년(969년), 숙부 엔유 천황이 즉위함과 더불어 황태자가 되었다. 에이간 2년(984년) 엔유 천황의 양위를 받아 즉위하였다.
- 겐나 1년(985년): 4월 후지와라노 도아키라와 그의 형제 야스스케는 후지와라노 스키타카, 오에오 마사히라와 교토의 검승부에서 다투었다. 마사히라는 그이 외손의 손가락을 잃었다. 두 형제는 달아났고 도키아키라는 결국 오미 지방에서 발견되었다.

그는 후지와라 씨와 거친 정치적인 다툼에 직면하였다. 19세에 그는 후지와라노 가네이에에 의해 왕좌 포기하게 조정되었다.
- 겐나 2년(986년): 6월 가잔은 양위하였고 가잔지에 거처하게 되었는데 그곳에서 그는 불교 승려가 되었다. 그리고 그의 새로운 법명은 뉴카쿠였다.

- 겐나 2년(986년): 7월 16일 이야사다 친황이 11세로 상속자이며 황태자로 임명되었다.

## 가계도
- 뇨고(女御) : 고키덴노 뇨고(弘徽殿女御) 후지와라노 요시코(藤原 忯子) (?~985) - 후지와라노 다메미쓰(藤原為光)의 딸
- 뇨고(女御) : 호리카와노 뇨고(堀河女御) 후지와라노 요시코(藤原 姚子) (971~989) - 후지와라노 아사테루(藤原朝光)의 딸
- 뇨고(女御) : 요시코 내친왕(婉子 女王) (972~998) - 다메히라친왕(為平親王)의 딸
- 뇨고(女御) : 조쿄덴노 뇨고(承香殿女御) 후지와라노 다다코(藤原諟子) (957~1035) - 후지와라노 요리타다(藤原 頼忠)의 딸
- 궁인(宮人) : 시고호(四御方) 후지와라노 다케코(藤原 儼子) - 후지와라노 다메미쓰(藤原為光)의 딸
- 궁인(宮人) : 헤이시(平氏) (968~1028) - 다이라노 스케유키(平祐之)의 딸
  - 제1황자 : 기요히토 친왕(清仁 親王) (?~1030) - 레이제이 천황의 양자
- 궁인(宮人) : 다이라노 히라코(平 平子) - 다이라노 스케타다(平祐忠)와 궁인 헤이시의 딸
  - 제2황자 : 아키나리 친왕(昭登 親王) (998~1028) - 레이제이 천황의 양자

## 같이 보기
- 일본 천황